# Kerim Memija
Kerim Memija (født 6. januar 1996) er en bosnisk fodboldspiller, der spiller for Zrinjski Mostar.

## Karriere

### FK Željezničar
Kerim Memija har spillet hele karrieren i hovedstadsklubben FK Željezničar, hvor han trods den unge alder allerede har spillet 75 kampe og scoret fire mål. Seks af disse kampe var i Europa League-kvalifikationen. 
Han blev rykket op på førsteholdet som 17-årig i en af de meste succesrige fodboldklubber i Bosnien. FK Željezničar har vundet seks mesterskaber i de sidste 20 år og er i særlig grad kendt for deres talentarbejde.

### Vejle Boldklub
Memija kom til Vejle Boldklub i på transfervinduets sidste dag i januar 2017 fra FK Željezničar. 
Han spillede de første minutter for Vejle Boldklub i reserveholdskampen mod Randers FC under træningslejren i Tyrkiet i februar 2017. Her blev han indskiftet for Yue Xin i det 58. minut. Opgøret endte 2-2.
Kerim Memija fik officiel debut for klubben den 5. marts 2017. I forårspremieren i NordicBet LIGA tabte Vejle Boldklub 0-2 på Vejle Stadion til Skive IK. Kerim spillede alle 90 minutter i midterforsvaret, på trods af, at han i sin tidligere klub altid har spillet back. VB-træner Andreas Alm brugte primært Memija i det centrale forsvar i bosnierens første halvsæson i Danmark, men siden Adolfo Sormani overtog trænersædet i Vejle Boldklub, spillede Memija højre back igen.

## International karriere
Memija har repræsenteret det bosniske U-landshold på flere niveauer (U17-U21). Han bærer pt. anførerbindet på U21-landsholdet.